# Nerw podjęzykowy

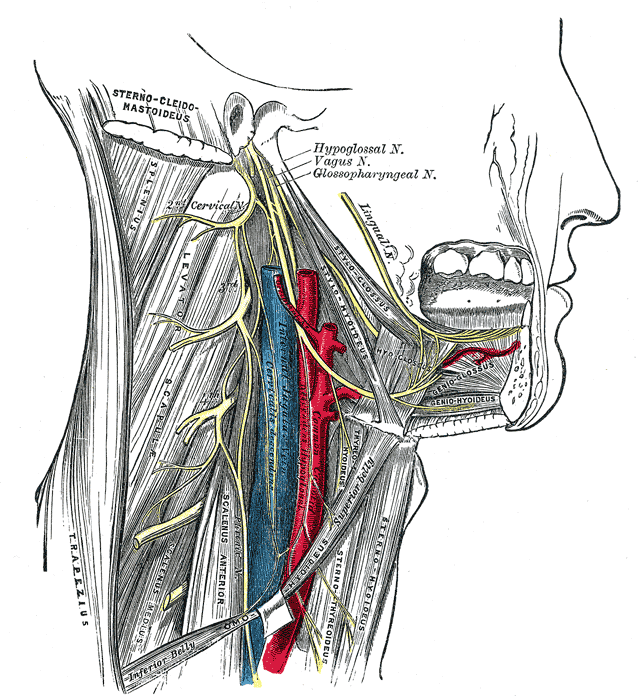
Nerw podjęzykowy, splot szyjny i ich gałęzie.

Nerw podjęzykowy, nerw XII (łac. nervus hypoglossus) – w anatomii człowieka dwunasty nerw czaszkowy, o charakterze ruchowym.

## Przebieg
Komórki korzeniowe nerwu podjęzykowego tworzą jądro początkowe nerwu podjęzykowego (nucleus nervi hypoglossi) w rdzeniu przedłużonym. Biegnąc między oliwką a piramidą wychodzi na powierzchnię rdzenia przedłużonego w jego bruździe bocznej przedniej (sulcus lateralis anterior) kilkunastoma nićmi korzeniowymi. Następnie pień nerwu opuszcza jamę czaszki przez kanał nerwu podjęzykowego w bocznej części kości potylicznej, wewnątrz kanału oddaje wstecznie biegnącą gałąź oponową (ramus meningeus nervi hypoglossi). Wewnątrz swojego kanału nerw podjęzykowy otoczony jest gęstym splotem żylnym. Nerw biegnie następnie w dół, do tyłu od nerwu błędnego z którym łączą go liczne anastomozy. Jego torem biegnie gałąź górna pętli szyjnej (radix superior ansae cervicalis). Następnie przechodzi na powierzchnię boczną nerwu błędnego i przebiega po przyśrodkowej powierzchni mięśnia rylcowo-gnykowego. W dalszym przebiegu nerw podjęzykowy zagina się do przodu tworząc łuk (arcus nervi hypoglossi), i dochodzi do języka po zewnętrznej powierzchni mięśnia gnykowo-językowego. Na końcu swojego przebiegu rozpada się na drobne gałęzie językowe (rami linguales nervi hypoglossi). 

## Obszar unerwienia
Nerw podjęzykowy prowadzi włókna ruchowe do wszystkich mięśni języka, poza mięśniem podniebienno-językowym. Włókna czuciowe zawarte w gałęzi oponowej unerwiające oponę twardą tylnego dołu czaszki pochodzą z nerwu językowego. 

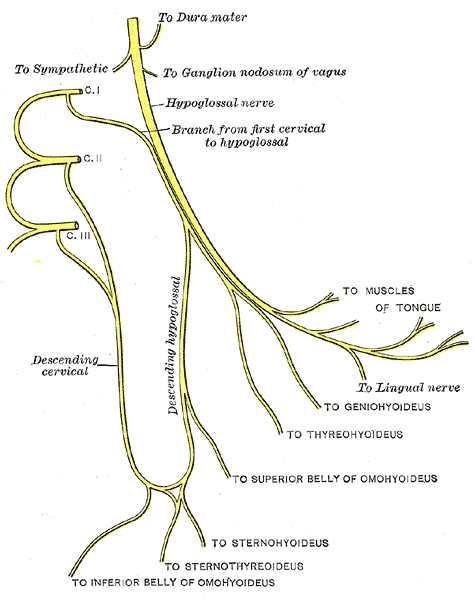
Schemat przebiegu, obszaru unerwienia i anastomoz nerwu podjęzykowego.

## Patologia
Porażenie nerwu podjęzykowego jednostronne powoduje, że wysunięty język zbacza na stronę chorą (wiąże się to z przewagą mięśnia bródkowo-językowego strony zdrowej). Obustronne porażenie nerwu podjęzykowego powoduje całkowite porażenie języka (glossoplegia), utrudniające w bardzo dużym stopniu mowę, przełykanie i żucie.